# لورينزو كاديو
لورينزو كاديو هو مؤرخ كندي، ولد في 10 نوفمبر 1903 في غرانبي في كندا، وتوفي في 1976.